# Jonathan Goforth
Jonathan Goforth (chiń. 顧約拿單; pinyin Gùyuē Nádān; ur. 10 lutego, 1859, zm. 8 października 1936) – kanadyjski prezbiteriański misjonarz działający w Chinach. 

## Życiorys
Pochodził z Hrabstwa Oxford w Ontario, i uczył się w szkole wyższej w Thamesford, Ontario, przed odbyciem studiów na Uniwersytecie w Toronto, i Knox College, które ukończył w 1887 i gdzie w 1915 otrzymał tytuł doktora teologii. W trakcie nauki, został zainspirowany przez współmieszkańca hrabstwa Oxford George’a Lesliego Mackaya, który głosił ewangelię mieszkańcom Formozy (Tajwan), do zostania zagranicznym misjonarzem. Kolejnym czynnikiem nakierowującym go na wybór ścieżki życiowej była lektura książki Hudsona Taylora: „Duchowa Potrzeba i Żądania Chin”. Książkę tę zalecił skopiować w wielu egzemplarzach i wysłać znanym mu pastorom w celu propagowania pracy misyjnej w Chinach. Oparcie w podjęciu tej pracy stanowili dla niego również koledzy z klasy college’u, którzy zdecydowali się jako pierwsza klasa na swojej uczelni zasponsorować misjonarza. Goforth został pierwszym misjonarzem kościoła prezbiteriańskiego w Chinach.
Poślubił Rosalindę z domu Bell-Smith w czasie swojego ostatniego roku w Knox. Goforthowie przybyli do Chin w 1888, zaczynając służbę w prowincji Henan. Ich praca była trudna i z powodu chorób stracili pięcioro z jedenaściorga dzieci.
W 1900, Goforthowie musieli uciekać wiele kilometrów przez Chiny podczas powstania bokserów. Jonathan został zaatakowany i raniony mieczem ale obydwoje przeżyli i uciekli do bezpiecznego portu w Szanghaju.
Goforthowie wrócili z Kanady po roku. Po powrocie podróżowali przez Północne Chiny, Mandżurię i Koreę sprawiając, że wielu ludzi przyjmowało wiarę chrześcijańską.
W 1925, zdecydował się pozostać w prezbiteriańskim Kościele Kanady, a jego misja w Henan została przekazana pod zarząd Zjednoczonego Kościoła Kanady. On i Rosalinda, pomimo ich wieku, zostali wysłani wtedy przez PCC by rozpocząć pracę w Mandżurii, gdzie pozostali aż do momentu utraty wzroku przez Jonathana 1935.
Ostatnie lata w Kanadzie spędzili przedstawiając historię swojego życia w wielu zgromadzeniach kościelnych. Jonathan Goforth umarł na plebanii swojego syna w Wallaceburgu w Ontario, po głoszeniu poprzedniego wieczoru w znajdującym się niedaleko Wyoming. Nabożeństwo żałobne odbyło się w Toronto w kościele Knox, a pochowano go na Cmentarzu Mount Pleasant w tym samym mieście.

"Pozdrawiam tych, którzy sieją Słowo Boże. Świat chrześcijański jest w zamarłym śnie. Tylko donośny głos może obudzić ich z niego."